# Автоцентр (журнал)
Автоцентр — з 27 березня 1997 року український російськомовний щотижневий автомобільний журнал. З 2020 року виходить українською (станом на січень 2021 р.).
Перший (і єдиний на час створення) на всьому медійному просторі СНД автомобільний журнал щотижневого формату. Упродовж свого існування видання утримує за собою визнання численних читачів по всій Україні.
Основні рубрики «Автоцентру»: Автосалон, Автополігон, Концепції, Авторинок, Автобізнес, Події та виставки.
Ціна: близько 20 грн. (~$0,8). Наклад становить щотижня близько 52 000-55 000 (в залежності від сезону) екземплярів.
З 1998 року журнал має свою сторінку [Архівовано 23 березня 2012 у Wayback Machine.] в інтернеті, яка нині вже понад 10 років очолює різні рейтинги [Архівовано 29 липня 2008 у Wayback Machine.] автомобільного інтернету України.
| Журнал | Це незавершена стаття про журнал. Ви можете допомогти проєкту, виправивши або дописавши її. |